# Acanthaspidia neonotus
Acanthaspidia neonotus là một loài chân đều trong họ Acanthaspidiidae. Loài này được Menzies & George miêu tả khoa học năm 1972.